# Microserica fairmairei
Microserica fairmairei är en skalbaggsart som beskrevs av Brenske 1898. Microserica fairmairei ingår i släktet Microserica och familjen Melolonthidae. Inga underarter finns listade i Catalogue of Life.